# Línia Durand

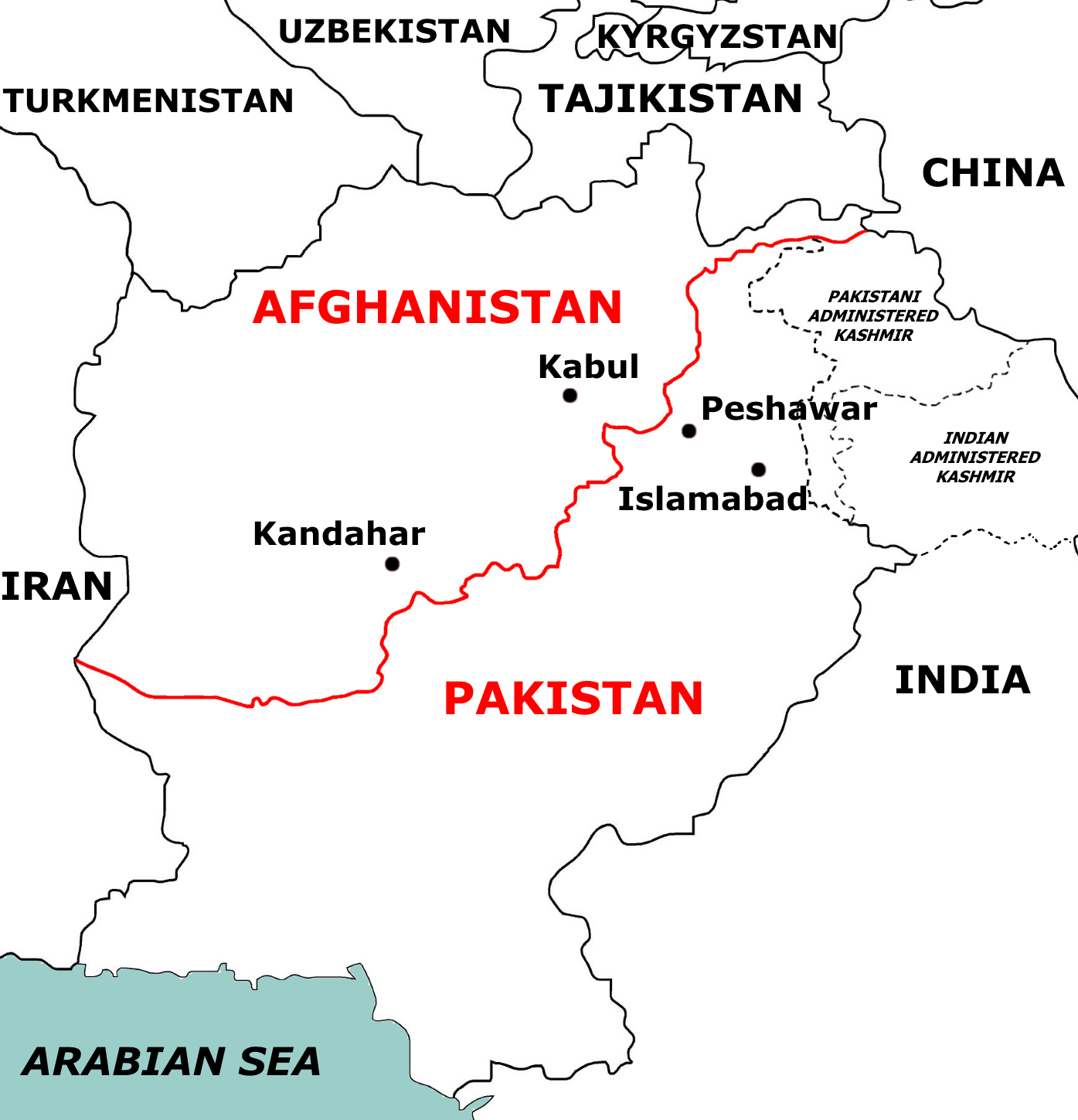
La Línia Durand (en vermell) forma la frontera entre els dos països

La Línia Durand, en anglès: Durand Line, en paixtu:د ډیورنډ کرښه, és la frontera de 2.250 km entre Afganistan i Pakistan. Va ser establerta l'any 1893 per un acord entre el diplomàtic britànic Sir Mortimer Durand i l'emir afganès Abd al-Rahman Khan per a fixar els límits de les seves respectives esferes d'influència i millorar les relacions diplomàtiques i el comerç entre Afganistan i Pakistan. L'Afganistan cedí diverses zones de frontera a l'Índia britànica per evitar futures invasions del seu país.
L'acord té una sola pàgina amb set articles curts que inclou el de no exercir interferència més enllà de la Línia Durand. Aquesta Línia lleugerament modificada pel Tractat Anglo-afganès de 1919 va ser heretada per Pakistan a continuació de la independència de 1947.
La línia Durand talla zones tribals paixtus i divideix grups ètnics. Ha estat descrita com una de les fronteres més perilloses del món. Malgrat haver estat reconeguda internacionalment com la frontera occidental del Pakistan, ha romàs en gran part no reconeguda per l'Afganistan.